# Gundoland
Gundoland či Gundeland (6. století? – 639) byl od roku 613 až do své smrti majordomus královského paláce v Neustrii.
Podle Liber Historiae Francorum byl Gundelandus nobilis, maiorum domus in aula regis, vir egregius et industrius (majordomus ušlechtilý, výjimečný a pilný). Jeho nástup do funkce majordoma není ve zdroji datován, ale zmínka o jeho nástupu do úřadu následuje po pasáži, která líčí události z roku 613.
Gundoland ve funkci majordoma nahradil Landricha, pravděpodobně svého bratra, protože oba jsou ve zdrojích zmínění jako strýcové svaté Aldegundy. Gundoland v úřadu působil 26 let.
Dochované zdroje o jeho nástupci se rozcházejí. Podle Historia Francorum byl v době Dagobertovy smrti hlavním majordomem Aega, kterého v roce 641 nahradil Erchinoald. Zatímco podle Liber Historiae Francorum po smrti Gundolanda do úřadu nastoupil Erchinoald, kterého do úřadu jmenoval král Dagobert I. krátce před svou smrtí v roce 639.